# Каїсса
Каїсса — богиня і покровителька шахів.

## Походження

### Вірш Віди
Каїсса вперше згадується в поемі під назвою Scacchia Ludus із 658 рядків, опублікованій у 1527р. Ієронімом Відою (Марко Джироламо Віда), де описується шахова гра між Аполлоном та Меркурієм у присутності інших богів. У 1525 році був опублікований чорновий варіант поеми з 742 рядків. В ній Каїсса називається скахія, шахова тура — циклоп, а шаховий офіцер — стрілець кентавра. Це призвело до сучасної назви «тура», а отже, і терміна «рокінг», а також до сучасної форми європейської шахової фігури. Певний час деякі шахісти в Європі називали офіцера «слоном», а потім «лучником». Німецькою мовою Schütze («стрілець») став загальною назвою шахового офіцера, доки в 18 столітті не був перейменований в laufer («бігун»).

### Вірш Вільяма Джонса
Каїсса — героїня однойменної поеми англійського письменника-сходознавця Вільяма Джонса (1763 рік, вперше надрукована в 1772 році), в якій розповідається, що бог війни Марс зачарувався красою дріади Каїсси і зміг домогтися її взаємності лише завдяки винаходу шахів. Протягом майже 80 років поема залишалася маловідомою, але в середині XIX століття набула популярності завдяки трьом публікаціям:
- в 1850 році Дж. Уокер включив поему Джонса в свою книгу «Шахи і шахісти»;
- в 1851 році французький любитель шахів і бібліофіл К. Аллье[3] (1799 - 1856) переклав поеми М. Види, Я. Кохановського і Джонса про шахи на французьку мову і видав їх у вигляді збірника (тираж 100 примірників) для своїх друзів по кафе " Режанс ";[4]
- в 1857 році поему Джонса передрукував Д. Фіске в журналі "Чесс манслі ".

З тих пір Каїсса стала вважатися «богинею-покровителькою» шахів.

## Цікаві факти
- Іменем Каїсси була названа комп'ютерна шахова програма, яка стала першим чемпіоном світу серед шахових програм 1974 року.
- Цю ж назву носить пансіонат для шахістів в Криму, на базі якого протягом багатьох років проходив престижний Міжнародний шаховий фестиваль «Alushta summer»[5].
- Шахова гра теж має тип програми під назвою Caïssa, яка створена за зразком шахових фігур.
- Т. Р. Доусон широко використовував Каїссу, як персонажа, щоб надати літературну розповідь, що супроводжує його проблемні збірки[6], або просто як зручний антропоморфізм шахів[7].